# کوره با پوشش آب‌گرد (متالورژی)
کوره با پوشش آب‌گرد نوعی کوره بلند است که برای ذوب سنگ‌های معدنی فلزات غیرآهنی، به‌ویژه سنگ معدن مس، سرب یا سرب-نقره، به کار می‌رود. دلیل نام‌گذاری این کوره پوشش آب‌گردی است که برای خنک‌سازی بخش پایینی بدنهٔ کوره و افزایش عمر مفید بوتهٔ کوره استفاده می‌شود.
از این کوره با نام‌های کوره بلند با پوشش آب‌گرد، کوره بلند مس، یا کوره بلند سرب نیز یاد می‌شود. امروزه، این فناوری در فرآیند ذوب (گدازگری) مس تقریباً منسوخ شده و جای خود را به ذوب تشعشعی برای سنگ معدن مس تغلیظ‌شده داده است. با این حال، شکل اصلاح‌شده‌ای از این کوره همچنان در فرآیند فرآوری سرب مورد استفاده قرار می‌گیرد.
اصطلاح "کوره با پوشش آب‌گرد" همچنین برای نوعی دستگاه گرمایش غیرمستقیم در صنایع نفت و گاز به کار می‌رود که معمولاً بخاری با پوشش آب‌گرد (Water Jacket Heater) یا بخاری حمام آب (Water Bath Heater) نامیده می‌شود. این دستگاه نباید با کوره متالورژیکی با پوشش آب‌گرد اشتباه گرفته شود.

## تاریخچه

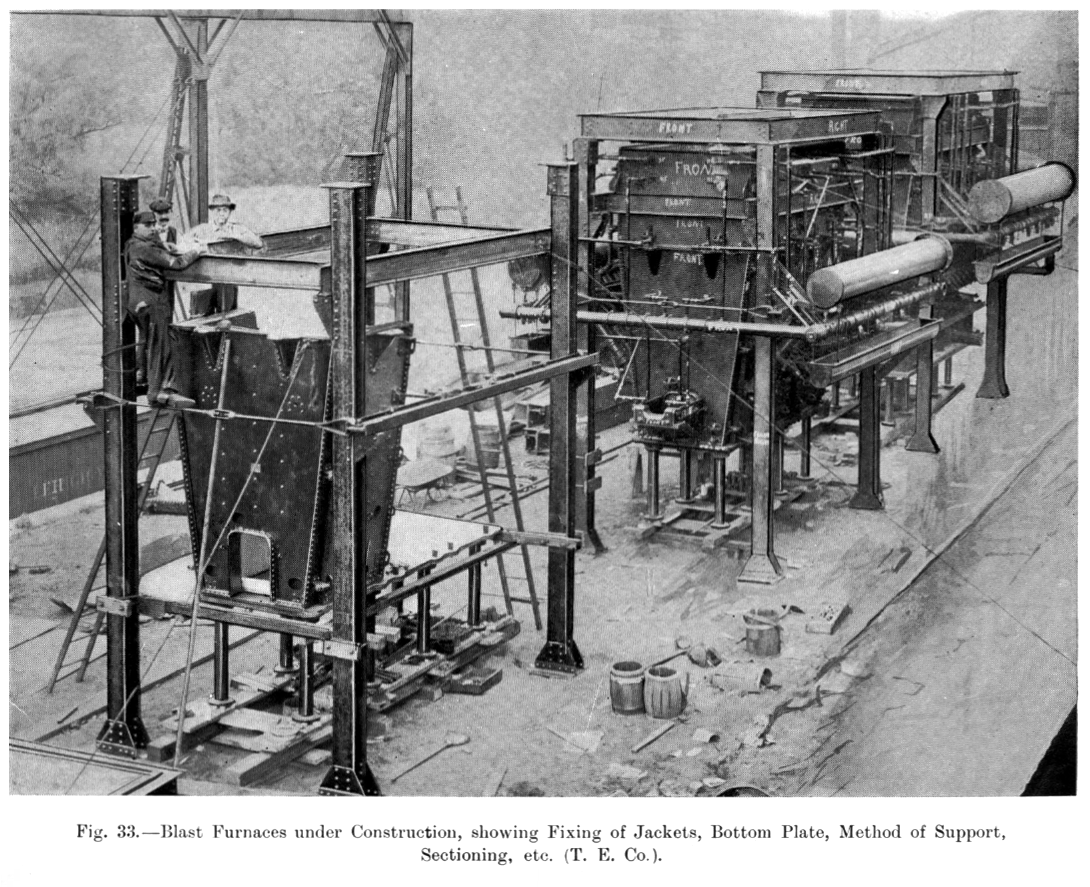
کوره‌های با پوشش آب‌گرد در حال ساخت

در اواسط قرن نوزدهم، بیشتر فرآیندهای ذوب فلزات غیرآهنی با استفاده از کوره‌های بازتابشی انجام می‌شد. در آن زمان، کوره‌های بلند برای ذوب سنگ معدن سولفیدی مس در رشته‌کوه هارتس آلمان مورد استفاده قرار می‌گرفتند. در سال ۱۸۴۷، معادن بورا در استرالیای جنوبی سعی کردند این فناوری را به کار بگیرند، اما به دلیل ناسازگاری طراحی کوره آلمانی، این تلاش ناموفق بود؛ زیرا کوره‌های آلمانی، که در آنها دمنده‌های هوا با نیروی اسب کار می‌کردند، نمی‌توانستند هوادهی مناسبی برای فرآیند ذوب سنگ‌های معدن مس کربناتی آن منطقه فراهم کنند.
طراحی کوره بلند با پوشش آب‌گرد برای ذوب فلزات غیرآهنی در دههٔ ۱۸۷۰ در آمریکای شمالی توسعه یافت و در استرالیا به نام کوره با پوشش آب‌گرد آمریکایی شناخته می‌شد. این طراحی از کوره‌های کوپلای آلمانی الهام گرفته شده بود، اما نوآوری اصلی آن، سیستم کنترل‌شدهٔ خنک‌کاری بدنهٔ کوره بود.
از دههٔ ۱۸۸۰، کوره‌های با پوشش آب‌گرد به‌ویژه برای ذوب سنگ‌های معدنی سولفیدی رواج یافتند. برخلاف کوره‌های بازتابی، این کوره‌ها را می‌توانستند در کارخانه تولید کرده و سپس در محل موردنظر مونتاژ کنند، که مزیت مهمی در توسعهٔ صنعتی محسوب می‌شد.
با این‌ حال، عملکرد این کوره‌ها برای همهٔ انواع سنگ معدن و شرایط عملیاتی مناسب نبود. در برخی موارد، استفاده از این فناوری منجر به شکست‌های پرهزینه‌ای شد، مانند معدن نورث لایل در کراتی در تاسمانی، معدن لوید در بورراگا و معدن اورفلو در بوبادا، نیو ساوت ولز. اما در برخی دیگر از معادن، این کوره‌ها با موفقیت مورد استفاده قرار گرفتند، مانند معدن عظیم مس آناکوندا در بوت، مونتانا، معدن ماونت لایل در تاسمانی و بسیاری دیگر از معادن مهم.
کوره‌های با پوشش آب‌گرد هرگز نتوانستند به‌طور کامل جایگزین کوره‌های بازتابی در صنعت ذوب مس شوند. در نهایت، بین سال‌های ۱۹۴۹ تا ۱۹۸۰، هر دو نوع کوره به‌طور گسترده‌ای کنار گذاشته شدند و جای خود را به فناوری ذوب تشعشعی دادند.

## فناوری و کاربرد

### ذوب (گدازگری)

#### ذوب سنگ سرب و نقره-سرب
اطلاعات بیشتر: فرآوری سرب

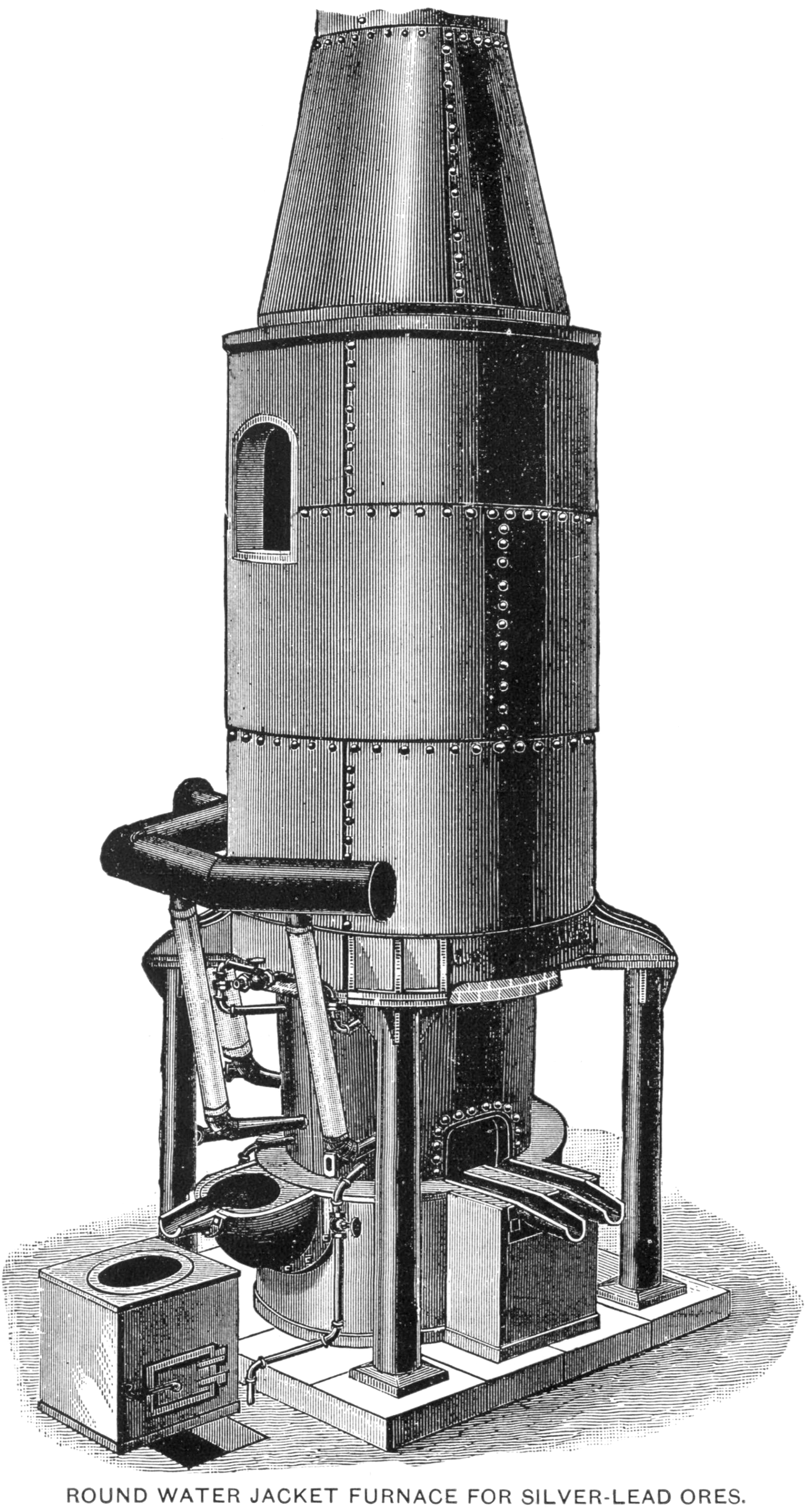
کوره با پوشش آب‌گرد کوچک برای سنگ معدن سرب-نقره، 1897.

کوره با پوشش آب‌گرد می‌تواند برای احیای سنگ معدن‌های اکسیدی فلزات غیرآهنی که با کک مخلوط شده‌اند، جهت تولید فلز و سرباره به کار رود.
- در فرآیند ذوب سرب، مواد ورودی شامل اکسید سرب، کک و مواد گدازآور (فلاکس) هستند.

- در ذوب سنگ معدن سولفیدی سرب، ابتدا سنگ معدن تَف‌جوشی (زینتر) شده و به اکسید سرب زینتری‌شده تبدیل می‌شود.

از آنجا که سرب و نقره اغلب در یک سنگ معدن یافت می‌شوند، جدا کردن نقره از سرب خام تولیدشده در کوره، نیازمند یک فرآیند پالایش ثانویه است، مانند فرآیند پارکس.
یکی از چالش‌های مهم در ذوب سرب، محافظت از کارگران در برابر بخارات سمی سرب بود، که نیازمند تدابیر ایمنی ویژه‌ای بود.

#### ذوب سنگ معدن مس
فرآیند پیرومتالورژیکی کوره با پوشش آب‌گرد برای ذوب سنگ معدن سولفیدی مس، اساساً با کوره‌های بلند رایج برای تولید آهن، یا کوره با پوشش آب‌گرد برای تولید سرب تفاوت دارد.
- در کوره بلند رایج، فلز مذاب از طریق احیا تولید شده و سیلیس به‌عنوان سرباره جدا می‌شود.
- در کوره با پوشش آب‌گرد برای ذوب سولفید مس، فرآیند اصلی یک واکنش اکسیداسیون است که منجر به تولید مات مس مذاب می‌شود. مات مس تولید شده باید در یک مبدل، مشابه مبدل بسمر (Bessemer Converter) یا کوره بازتابشی، پردازش شود تا به مس خام (Blister Copper) تبدیل شود.[۳] اگر یک کارخانه ذوب فاقد مبدل بود، مات مس در قالب‌ها ریخته و جامد می‌شد تا در مراحل بعدی تصفیه شود.

ذوب سنگ‌های معدنی سولفیدی مس در این کوره، در واقع تمرکز بخش فلزی غیرآهنی سنگ معدن در مات و جداسازی برخی ناخالصی‌ها از طریق سرباره است:
- زبخش عمده‌ای از گوگرد موجود در سنگ معدن به‌صورت دی‌اکسید گوگرد (SO₂) در گازهای خروجی دفع می‌شود.
- مات و سرباره مذاب از هم جدا می‌شوند، به‌طوری که مات مس چگال‌تر در پایین کوره جمع شده و سرباره مذاب روی آن شناور می‌ماند.[۳]

انتخاب یک گدازآور مناسب بر اساس ترکیب شیمیایی سنگ معدن، بسیار مهم است. گدازآورهای رایج شامل:
- سنگ آهک (Limestone)
- اکسید آهن (Iron Oxide)
- سیلیس (کوارتز، Quartz)

انتخاب گدازآور به آنچه برای ایجاد سرباره نیاز است، تا اتلاف مس در آن سرباره حداقل باشد، بستگی دارد.
در صورتی که هر دو نوع سنگ معدن پایه (اکسید یا کربنات) و سنگ معدن سولفیدی سیلیسی در دسترس بودند، مخلوط کردن این دو نوع سنگ معدن در فرآیند ذوب نیاز به استفاده از سایر گدازآورها را کاهش می‌داد.

### مزایا و معایب

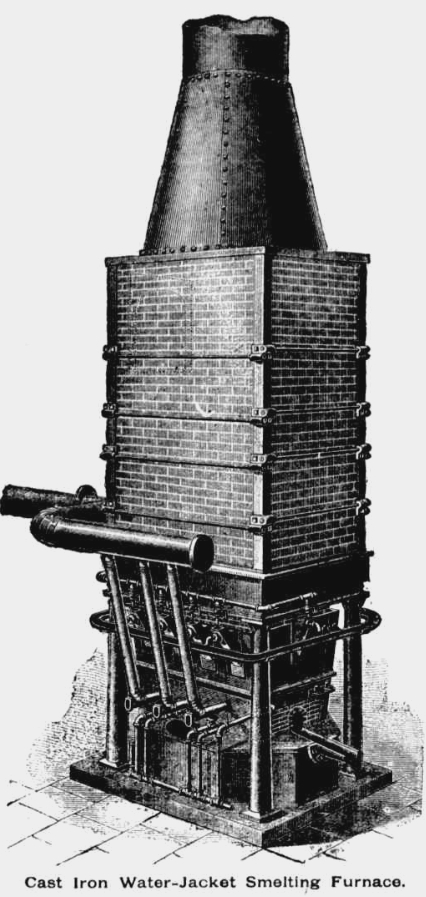
کوره با پوشش آب‌گرد با مقطع مستطیل شکل. درهای شارژ در قسمت بالایی در سمتی قرار دارند که قابل مشاهده نیستند.

کوره‌های با پوشش آب‌گرد در مقایسه با کوره‌های بازتابشی چندین مزیت داشتند. مصرف سوخت آنها کمتر بود. کوره‌های با پوشش آب‌گرد می‌توانستند بدون نیاز به تشویه (Roasting) سنگ معدن مس سولفیدی مستقیماً آن را ذوب کنند. به دلیل طراحی کارآمد، خروجی این کوره‌ها بیشتر بود. امکان ذوب سنگ معدن با عیار پایین در این کوره‌ها وجود داشت؛ زیرا این کوره‌ها قادر بودند حجم زیادی از سرباره مذاب را تخلیه کنند که در ذوب سنگ‌های معدنی کم‌عیار ضروری است.
با این حال، حجم بالای سرباره تولیدی یک چالش مهم بود، زیرا سرباره جامد برای پر کردن فضاهای خالی (استوپ‌ها) ایجاد شده در معادن زیرزمینی مناسب نبود. در برخی معادن، سرباره مذاب را با آب تصفیه می‌کردند تا به سرباره دانه‌ای تبدیل شود که می‌توانست برای پر کردن فضاهای خالی معدن مورد استفاده قرار گیرد. اما در بیشتر موارد، سرباره مذاب به‌صورت مستقیم تخلیه شده و به‌مرور زمان تپه‌های بزرگی از سرباره در نزدیکی کارخانه‌های ذوب شکل گرفتند که به‌عنوان آثاری ماندگار از عملیات ذوب باقی ماندند.
کی دیگر از مزایای مهم کوره با پوشش آب‌گرد، امکان تخلیهٔ کف کوره برای تمیزکاری یا تعمیرات در برخی طراحی‌ها بود. در مقابل، در کوره‌های بازتابشی، مقدار زیادی از مس در کف کوره جمع می‌شد که برای بازیابی آن، عملاً باید کوره تخریب می‌شد.
با این حال، این نوع کوره معایبی نیز داشت. ذرات ریز سنگ معدن برای این کوره مناسب نبودند و عملکرد آن بیشتر برای توده‌های درشت سنگ معدن بهینه شده بود. ذرات مسیر کوره را مسدود می‌کردند یا توسط جریان هوای دمیده‌شده به سمت دودکش کشیده می‌شدند. در نهایت، تنها مشکل دوم با توسعهٔ روش‌هایی برای جمع‌آوری غبار دودکش و بازیافت آن برطرف شد.
یکی از معایب اولیهٔ این نوع کوره، وابستگی آن به کک به‌عنوان سوخت بود. برخلاف کوره‌های بازتابشی، این کوره‌ها نمی‌توانستند از سوخت‌های ارزان‌تر مانند هیزم یا زغال‌سنگ خام استفاده کنند. اما این عیب تا حدی با مصرف سوخت کمتر جبران می‌شد. در سال‌های نخست قرن بیستم، با توسعهٔ روش ذوب پیریتی (Pyritic Smelting)، مصرف کک به‌شدت کاهش یافت، به‌ویژه هنگام ذوب سنگ معدن‌های مناسب مانند کالکوپیریت. در این روش، گوگرد و آهن موجود در سنگ معدن برای تولید گرما و تأمین انرژی مورد استفاده قرار می‌گرفتند. همچنین، اکسید آهن تولیدشده در فرآیند اکسیداسیون با سیلیس مذاب ترکیب می‌شد و سربارهٔ سیلیکات آهن را تشکیل می‌داد.
کوره‌های با پوشش آب‌گرد نیاز به دمنده‌های هوا و منبع آب خنک‌کننده داشتند و از لحاظ ساخت و بهره‌برداری پیچیده‌تر از کوره‌های بازتابشی بودند. اما این کوره‌ها مقیاس‌پذیر یودند و می‌توانستند در اندازه‌های کوچک یا بزرگ ساخته شده و به‌طور مؤثری کار کنند.
همانند سایر کوره‌های بلند، این نوع کوره‌ها نیز بهترین عملکرد را در شرایط عملیاتی مداوم داشتند. در نتیجه، کارگاه‌های ذوب که از این کوره‌ها استفاده می‌کردند نیز مجبور بودند عملیات ذوب را به‌طور مداوم انجام دهند. از این نظر، این یک مزیت نسبت به کوره‌های بازتابشی محسوب می‌شد، زیرا کوره‌های بازتابشی به‌صورت ناپیوسته (Batch Process) و معمولاً در چرخه‌های ۲۴ ساعته کار می‌کردند. چرخه‌های مکرر گرم و سرد شدن در کوره‌های بازتابشی به‌مرور باعث آسیب به سازه‌های آجری نسوز و افزایش هزینه‌های تعمیر و نگهداری می‌شد. در مقابل، یک کورهٔ با پوشش آب‌گرد که به‌درستی مدیریت می‌شد، می‌توانست چندین سال بدون نیاز به تعویض آجرهای نسوز کار کند.

### تفاوت های طراحی کوره بلند معمولی
دمای عملیاتی داخلی کوره با پوشش آب‌گرد کمتر از کوره بلند مورد استفاده برای تولید آهن است و فرآیند آن به تشکیل پوسته‌بوش، که برای عملکرد کوره بلند آهن‌سازی حیاتی است، وابسته نیست.
کوره‌های بلند سنتی که برای ذوب سنگ‌آهن به کار می‌روند، از هوای دمیده‌شده‌ی گرم استفاده می‌کنند (هات بلاست)، درحالی‌که کوره‌های با پوشش آب‌گرد معمولاً از جریان هوای سرد بهره می‌بردند که معمولاً توسط دمنده‌های جابجایی مثبت مانند دمنده روتز تأمین می‌شد. در برخی از این کوره‌ها، هوای دمیده‌شده پیش‌گرم می‌شد، اما در فرآیند ذوب پیریتی سنگ معدن مس، پیش‌گرم کردن جریان هوا هیچ مزیتی نداشت.
مقطع افقی کوره‌های با پوشش آب‌گرد معمولاً مستطیلی بود، هرچند انواعی با مقطع دایره‌ای یا بیضوی نیز وجود داشت. -این در حالی است که کوره‌های بلند آهن‌سازی همواره دارای مقطع دایره‌ای هستند. در برخی از طراحی‌های کوره‌های بزرگ‌تر، فلز مذاب یا مات و همچنین سرباره مذاب از دو انتهای باریک‌تر بخش پایینی کوره تخلیه می‌شدند. این نوع کوره‌ها معمولاً تعداد بیشتری لوله‌ با اندازه‌های کوچک‌تر نسبت به یک کوره بلند آهن‌سازی داشتند.
واد اولیه معمولاً از طریق دریچه‌ای کشویی در قسمت جانبی ساختار بالایی کوره وارد می‌شدند، برخلاف کوره‌های بلند آهن‌سازی که مواد از بالای کوره تغذیه می‌شود. در بالای کوره‌های با پوشش آب‌گرد، یک دودکش ثابت قرار داشت. گازهای خروجی حاصل از ذوب مس برای بازیافت و استفاده به‌عنوان سوخت، مشابه گاز کوره بلند آهن سازی ( گاز کوره بلند)، مناسب نبودند. با این حال، در کوره‌هایی که از فرآیند ذوب پیریتی استفاده می‌کردند، غلظت دی‌اکسید گوگرد در گازهای دودکش به‌اندازه‌ای بود که امکان استفاده از آن در تولید اسید سولفوریک فراهم می‌شد، که این امر به کاهش سطح آلودگی هوا ناشی از فعالیت‌های ذوب کمک می‌کرد. اگر تخلیه این گازها به جو ضروری بود، ساخت یک دودکش بلند لازم می‌شد تا گازهای سمی، عمدتاً دی‌اکسید گوگرد، از محیط کوره و مناطق مسکونی مجاور دور شوند. گرد و غباری که در دود گازها حمل می‌شد، معمولاً جمع‌آوری می‌گردید زیرا حاوی مقادیر قابل توجهی فلز بود. در کوره‌هایی که به ذوب سرب می‌پرداختند، واکنش احیایی رخ می‌داد و گاز خروجی حاوی مونوکسید کربن بود که مشابه گاز کوره بلند باید از طریق مشعل‌سوزی دفع می‌شد.
برخلاف یک کوره بلند آهن‌سازی معمولی، فلز سرب یا مات مس و همچنین سرباره در کوره‌های با پوشش آب‌گرد تقریباً به‌صورت پیوسته تخلیه می‌شدند. برای تخلیه سرباره، یک خروجی جداگانه در نظر گرفته می‌شد. مات مس مذاب حاصل از این نوع کوره همچنان حاوی مقداری سرباره بود. ابتدا مات مس مذاب وارد ظرفی به نام "ته‌نشین‌کننده" می‌شد تا سرباره روی سطح آن جمع شود و از آنجا سرریز شود. سپس، از طریق سوراخ‌هایی در بخش پایینی ته‌نشین‌کننده، مات مذاب درون ملاقه‌هایی ریخته می‌شد که برای انتقال آن به مبدل جهت فرآوری بیشتر و تولید مس بلیستر استفاده می‌شد. این ته‌نشین‌کننده برای اپراتورهای کوره خطراتی به همراه داشت.

### کاربردهای دیگر
یک نوع اصلاح‌شده از کوره با پوشش آب‌گرد در فرآیند ذوب امپریال برای ذوب سنگ معدن‌های سرب-روی استفاده می‌شد. در این روش، کوره به‌طور کامل مهر و موم می‌شد تا امکان بازیابی روی از گازهای خروجی در فاز بخار فراهم شود.
کوره‌های با پوشش آب‌گرد برای فرآوری مجدد سرباره‌های حاصل از ذوب مس نیز به کار می‌رفتند، به‌ویژه سرباره‌هایی که از ذوب سنگ معدن‌های پرعیار مس در کوره‌های بازتابشی به جا مانده و هنوز حاوی مقدار قابل‌توجهی مس بودند.
اگرچه این روش به‌ندرت مورد استفاده قرار می‌گرفت، کوره‌های کوچک با پوشش آب‌گرد برای بازیابی طلا از سنگ‌های کوارتزی به کار برده شده‌اند، به‌خصوص در مواردی که سنگ معدن حاوی مقدار زیادی طلا بود یا همراه با آن، سنگ معدن‌های سولفیدی سایر فلزات نیز وجود داشتند. این روش به‌عنوان جایگزینی برای خرد کردن سنگ و استخراج طلا از طریق سایر روش‌ها استفاده می‌شد، اما روشی بسیار ناکارآمد برای بازیابی طلا محسوب می‌شد.
در مواردی که طلا و نقره در سنگ معدن‌های مس وجود داشتند، این فلزات گران‌بها در مات مس تولیدشده توسط کوره‌های با پوشش آب‌گرد باقی می‌ماندند. این فلزات ارزشمند بعدها طی فرآیند تصفیه الکترولیتی مس از مس بلیستر جدا شده و به‌صورت شمش دورِه تحویل داده می‌شدند.

## افول کوره با پوشش آب‌گرد در ذوب مس

کاهش عیار سنگ مس

با کاهش میانگین عیار سنگ معدن‌های مس، فرآیند ذوب سنگ معدن در محل استخراج از نظر اقتصادی دیگر مقرون‌به‌صرفه نبود. به‌عنوان نمونه، معدن بزرگ کوبار از همان سال 1912، علی‌رغم قیمت‌های بالای مس، برای حفظ عملیات اقتصادی خود با مشکل مواجه بود.
ذوب سنگ معدن‌های کم‌عیار مس در محل معدن تا حد زیادی جای خود را به روشی جدید داد که شامل تغلیظ سنگ معدن مس—به‌ویژه با استفاده از شناورسازی کف—و سپس ذوب کنسانتره‌های سنگ معدن بود. کوره‌های با پوشش آب‌گرد، به‌ویژه نمونه‌های بزرگ آن‌ها که برای ذوب سنگ معدن‌های کم‌عیار به کار می‌رفتند، در این روش جدید کمتر کاربرد داشتند. با معرفی فناوری ذوب تشعشعی از حدود سال 1949، این کوره‌ها به‌تدریج محبوبیت خود را از دست دادند و تا سال 1980 تقریباً به‌طور کامل کنار گذاشته شدند.

## ذوب سرب در عصر مدرن
کوره‌های با پوشش آب‌گرد امروزه تا حد زیادی به‌عنوان یک فناوری فراموش‌شده در ذوب مس شناخته می‌شوند، اما همچنان با شکل اصلاح‌شده‌ای در ذوب سرب مورد استفاده قرار می‌گیرند. کوره‌های مدرن ذوب سرب معمولاً کوره بلند سرب نامیده می‌شوند، اما همچنان بسیاری از ویژگی‌های کوره‌های با پوشش آب‌گرد را حفظ کرده‌اند.

## گالری

### کوره‌های با پوشش آب‌گرد مورد استفاده در ذوب سنگ معدن مس

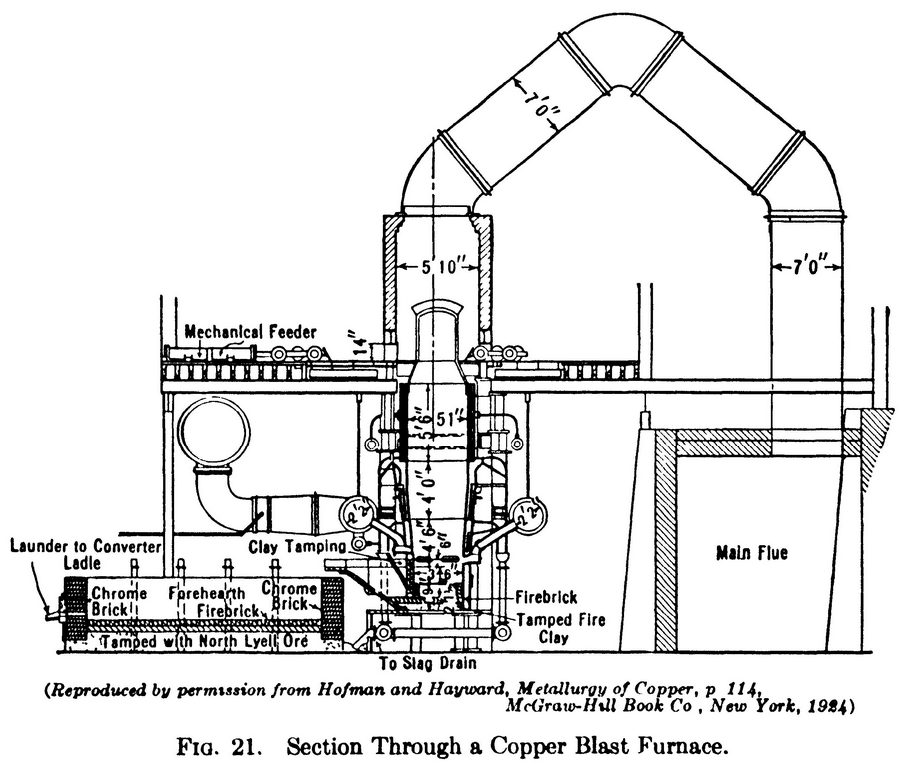
مقطع عرضی یک کوره با پوشش آب‌گرد، اختمالا متعلق به یکی از کوره‌های کوه لایل در تاسمانی. در پایین سمت چپ، بخش «ته‌نشین‌کننده» دیده می‌شود.
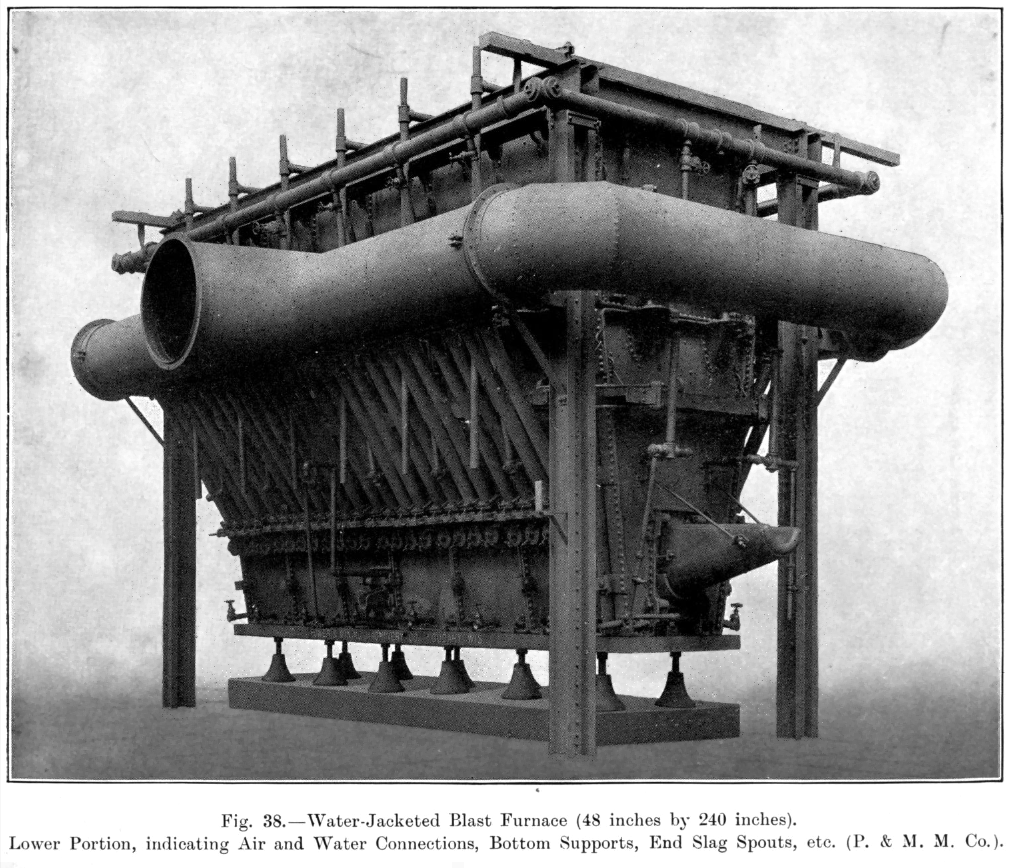
مقطع عرضی یک کوره با پوشش آب‌گرد، اختمالا متعلق به یکی از کوره‌های کوه لایل در تاسمانی. در پایین سمت چپ، بخش «ته‌نشین‌کننده» دیده می‌شود.
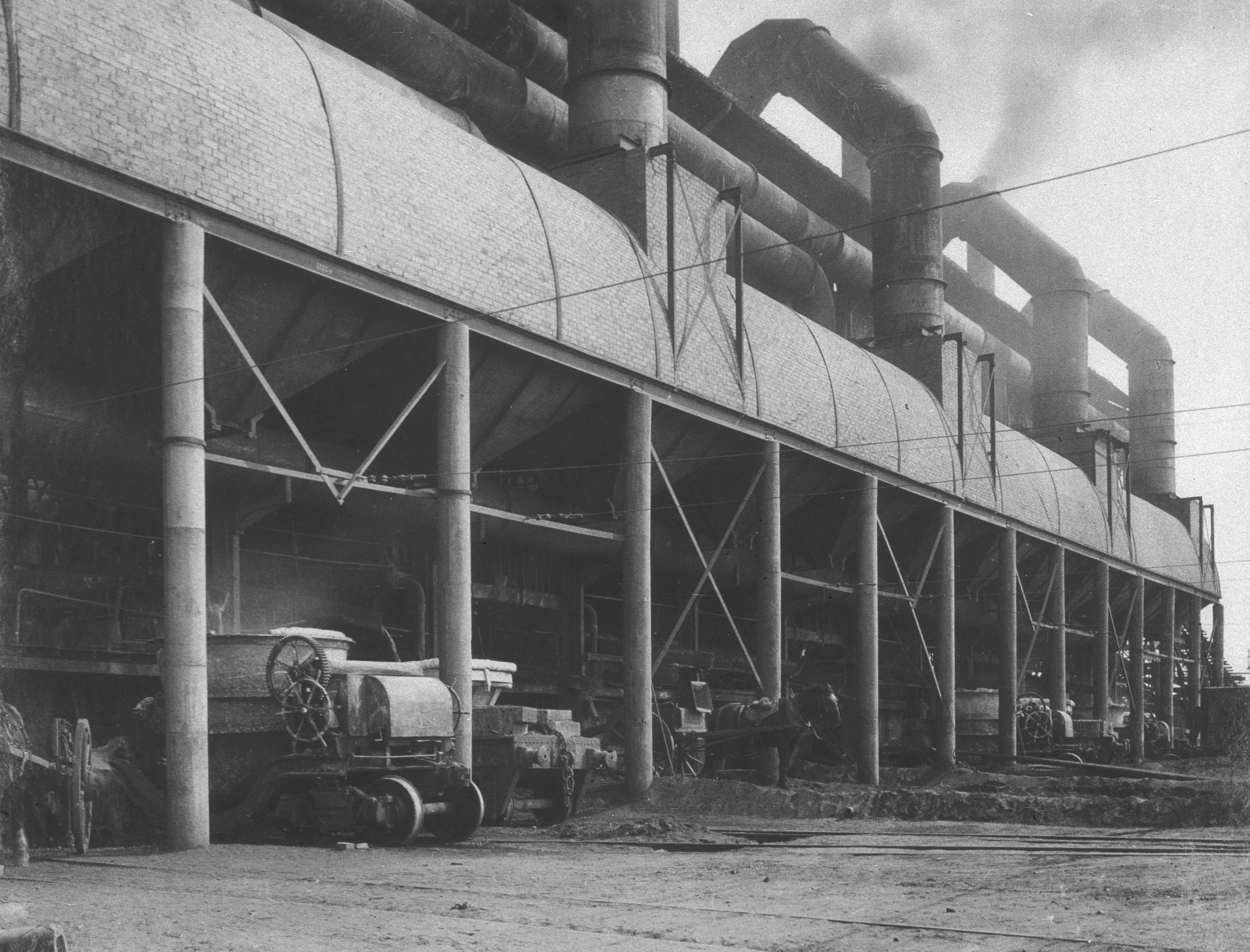
معدن بزرگ کبار - نمای خارجی کوره‌های با پوشش آب‌گرد از بیرون ساختمان ذوب، نشان دهنده دودکش های کوره متصل به دودکش اصلی و واگن‌های حمل سرباره (۱۹۱۲)
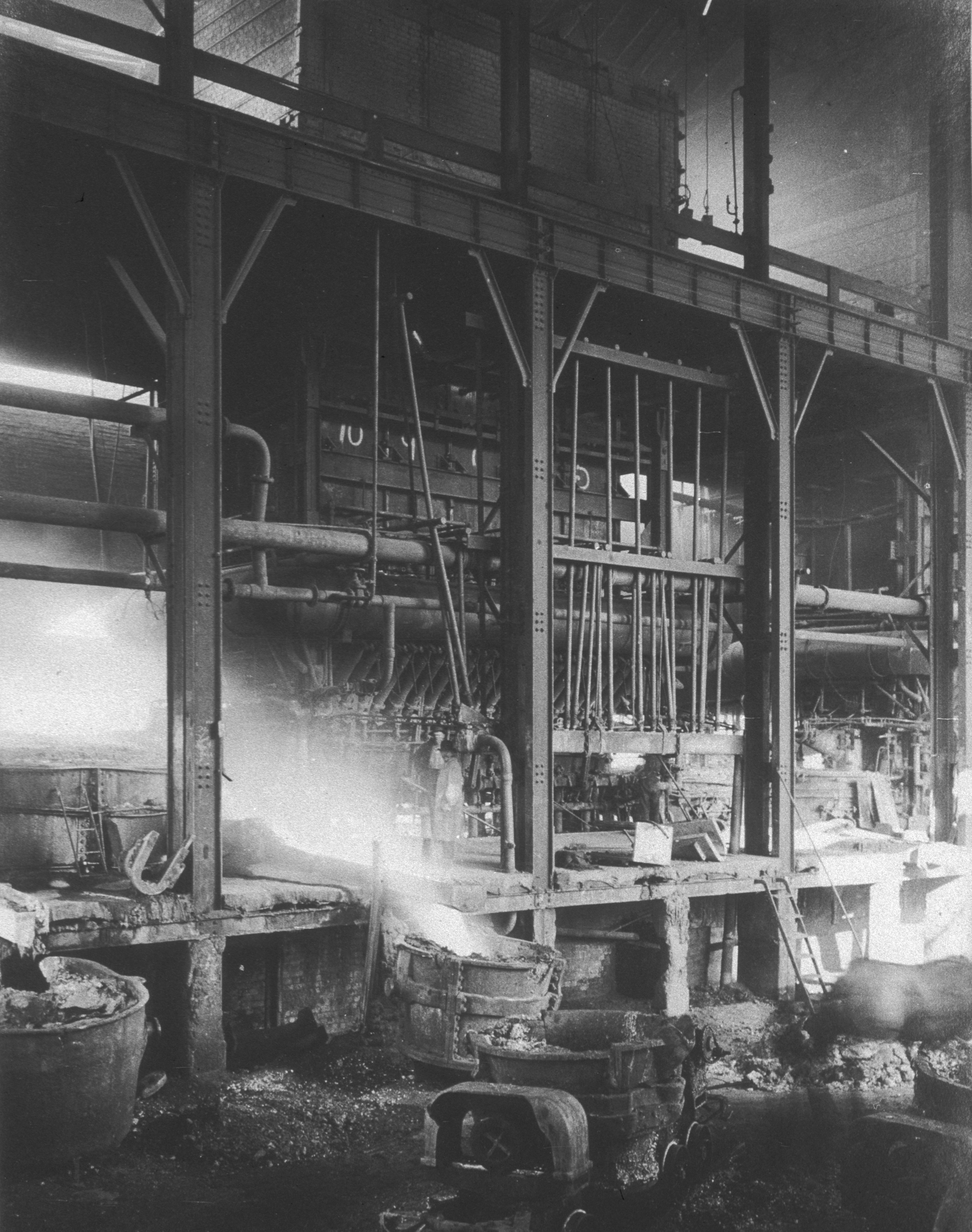
معدن بزرگ کبار - ریختن مات مس مذاب از کوره با پوشش آب‌گرد، نمای داخلی ساختمان ذوب (ژوئن ۱۹۱۲)
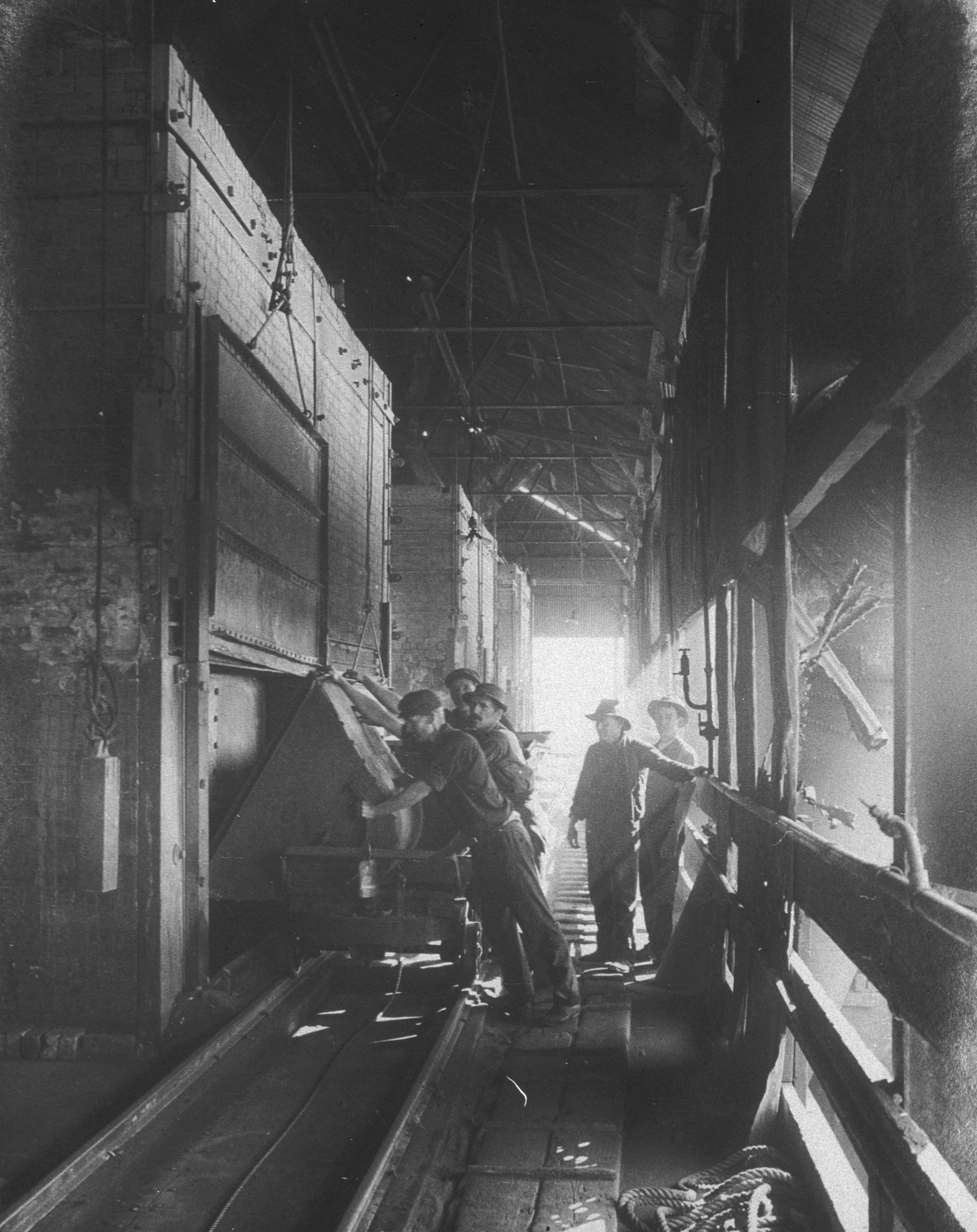
معدن بزرگ کبار، بخش تغذیه کوره‌ها (۱۹۱۲)
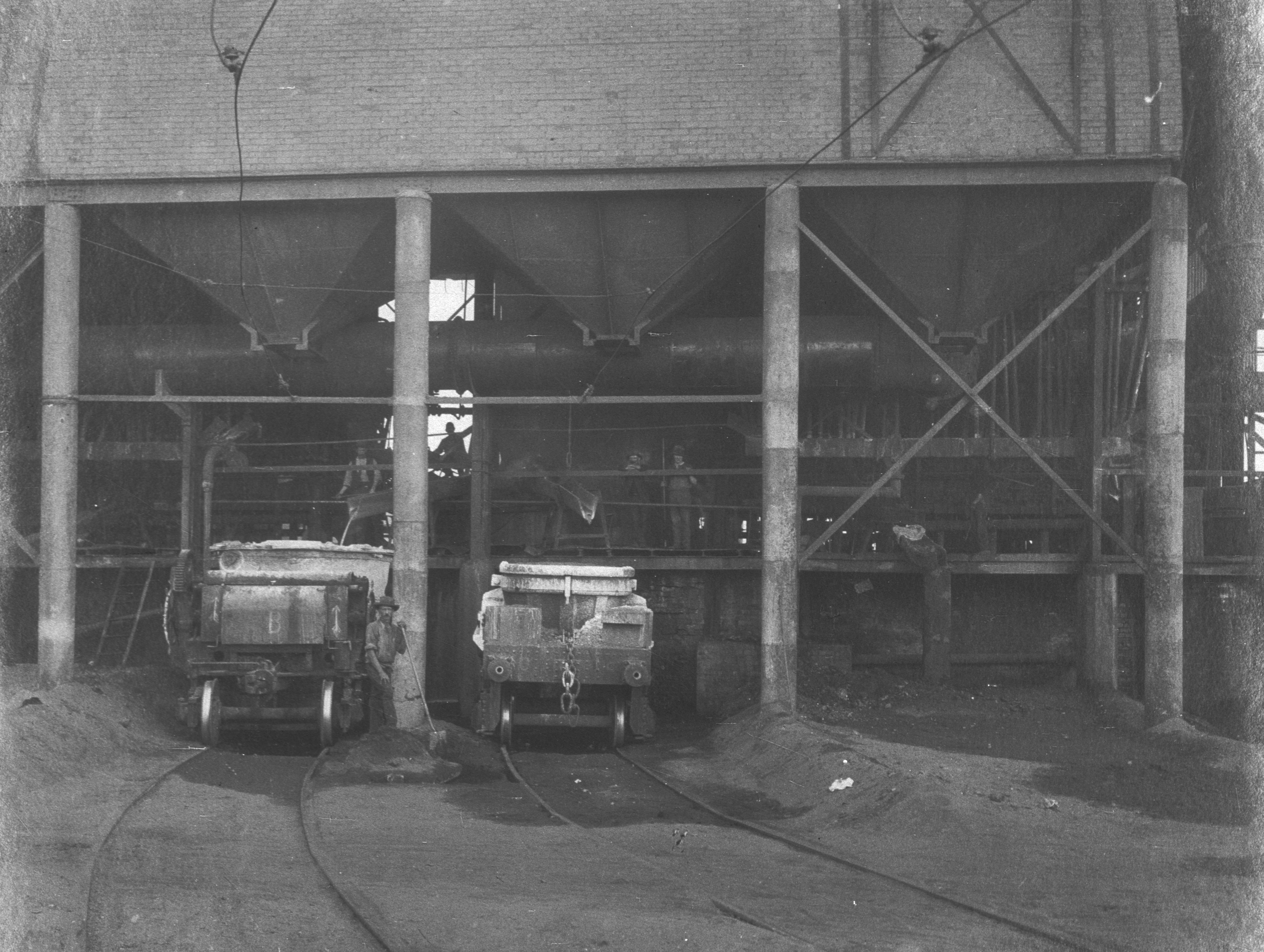
معدن بزرگ کبار، تخلیه سرباره به داخل واگن‌های حمل (۱۹۱۲). قیف‌های جمع آوری گرد و غبار دودکش در زیر آجرچینی قابل مشاهده است.
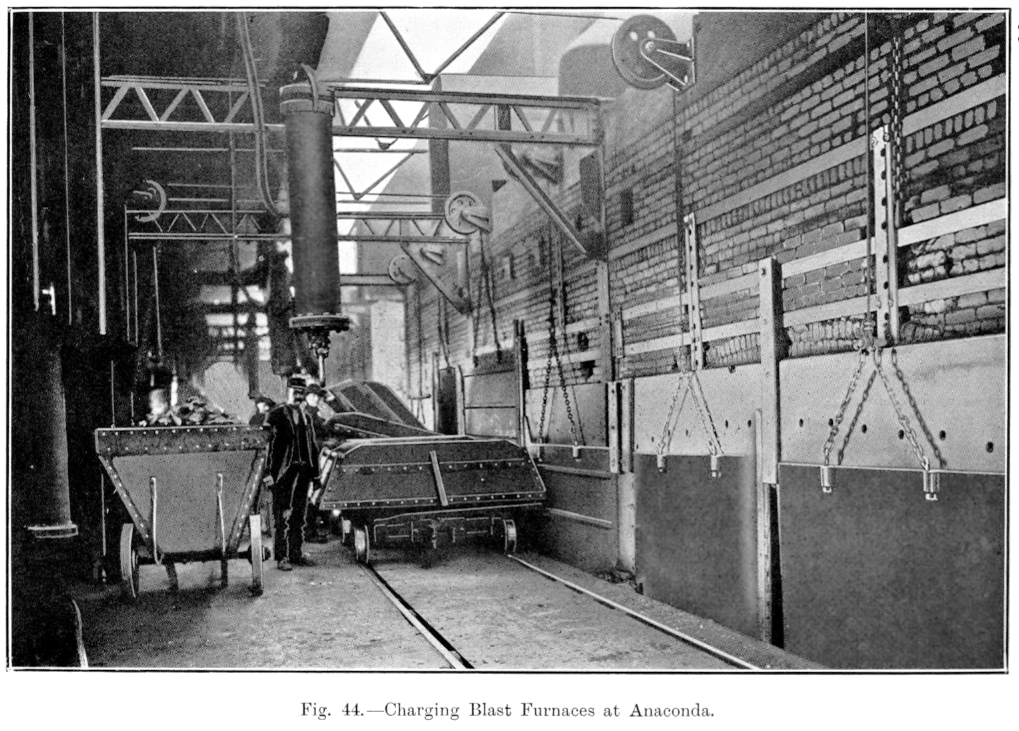
معدن مس آناکوندا ، مونتانا، تجهیزات بارگیری در سطح فوقانی کوره ها (حدود ۱۹۱۲)
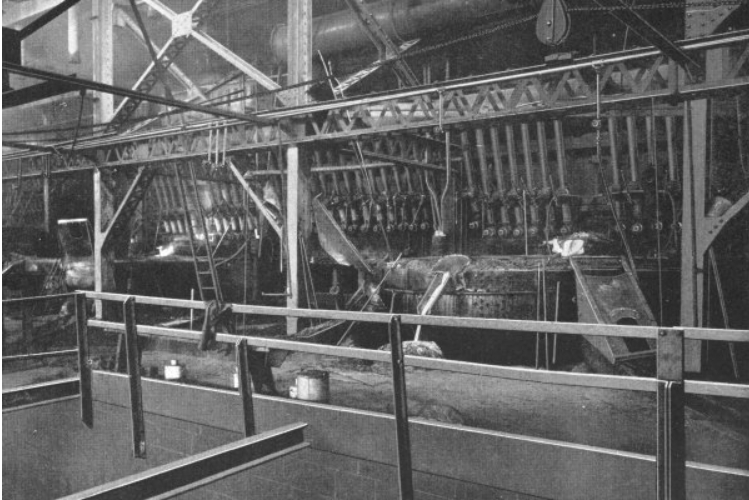
معدن مس آناکوندا، کوره های با پوشش آب‌گرد که ته‌نشین‌کننده‌ها را نشان می دهد (حدود ۱۹۱۲)
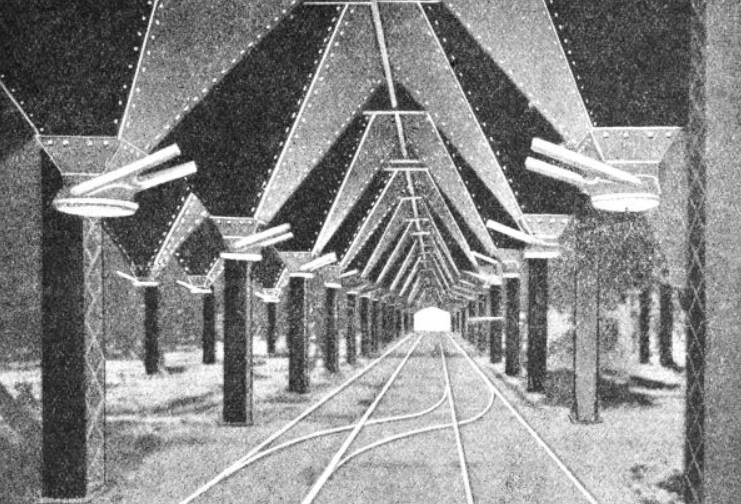
مس آناکوندا - قیف‌های جمع‌آوری گرد و غبار دودکش‌ها و مسیرهای زیرین (حدود ۱۹۱۲)
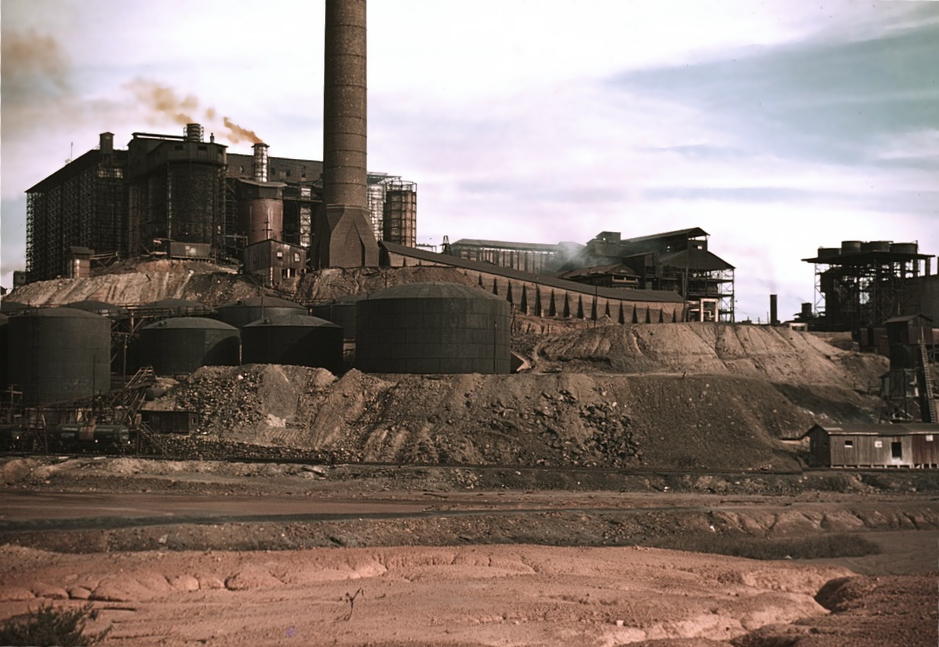
کارخانه ذوب و تاسیسات اسید سولفوریک، کپرهیل، تنسی ، ۱۹۳۹.
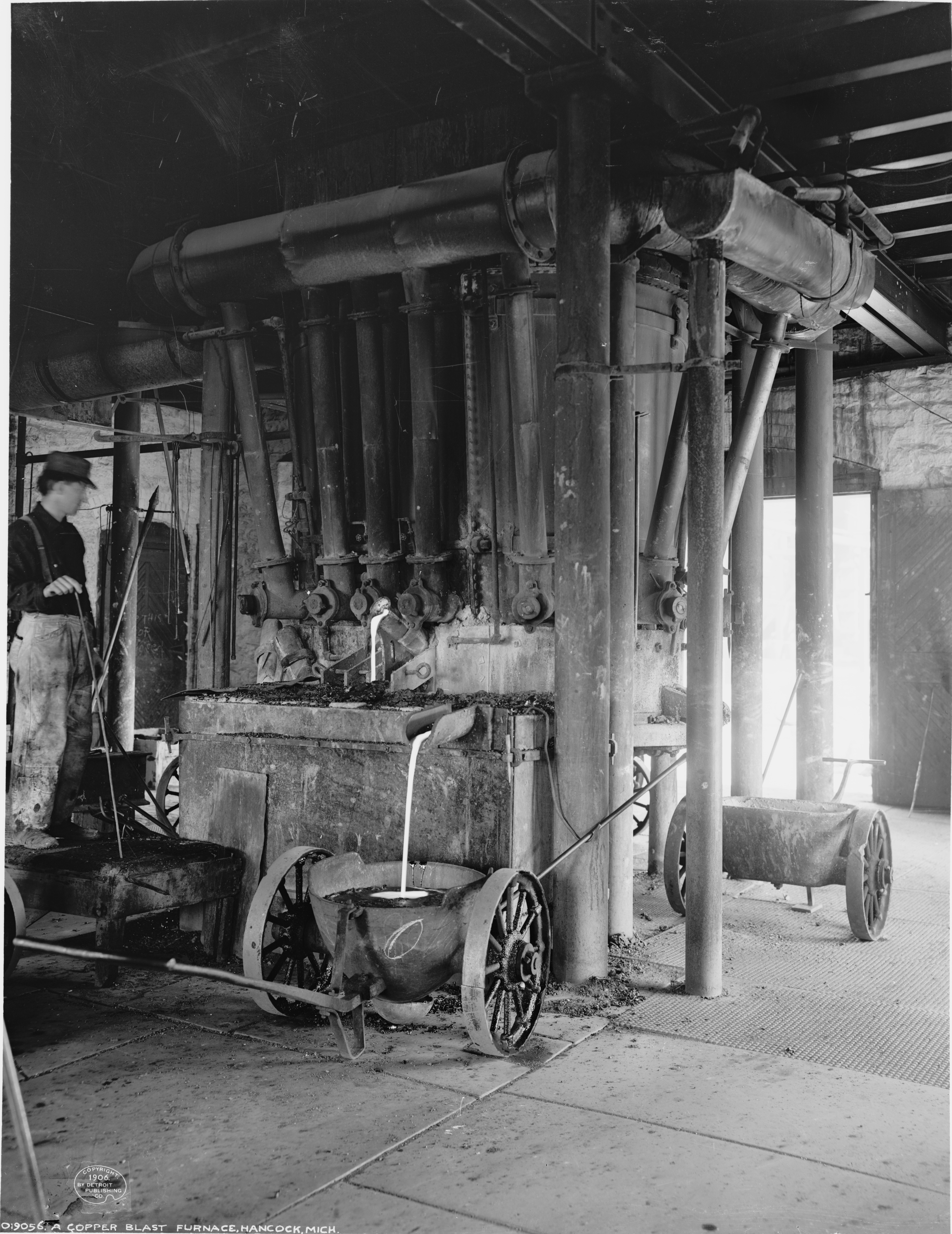
کوره کوچک با پوشش آب‌گرد برای ذوب مس، Hancock، میشیگان ، حدود ۱۹۰۶.
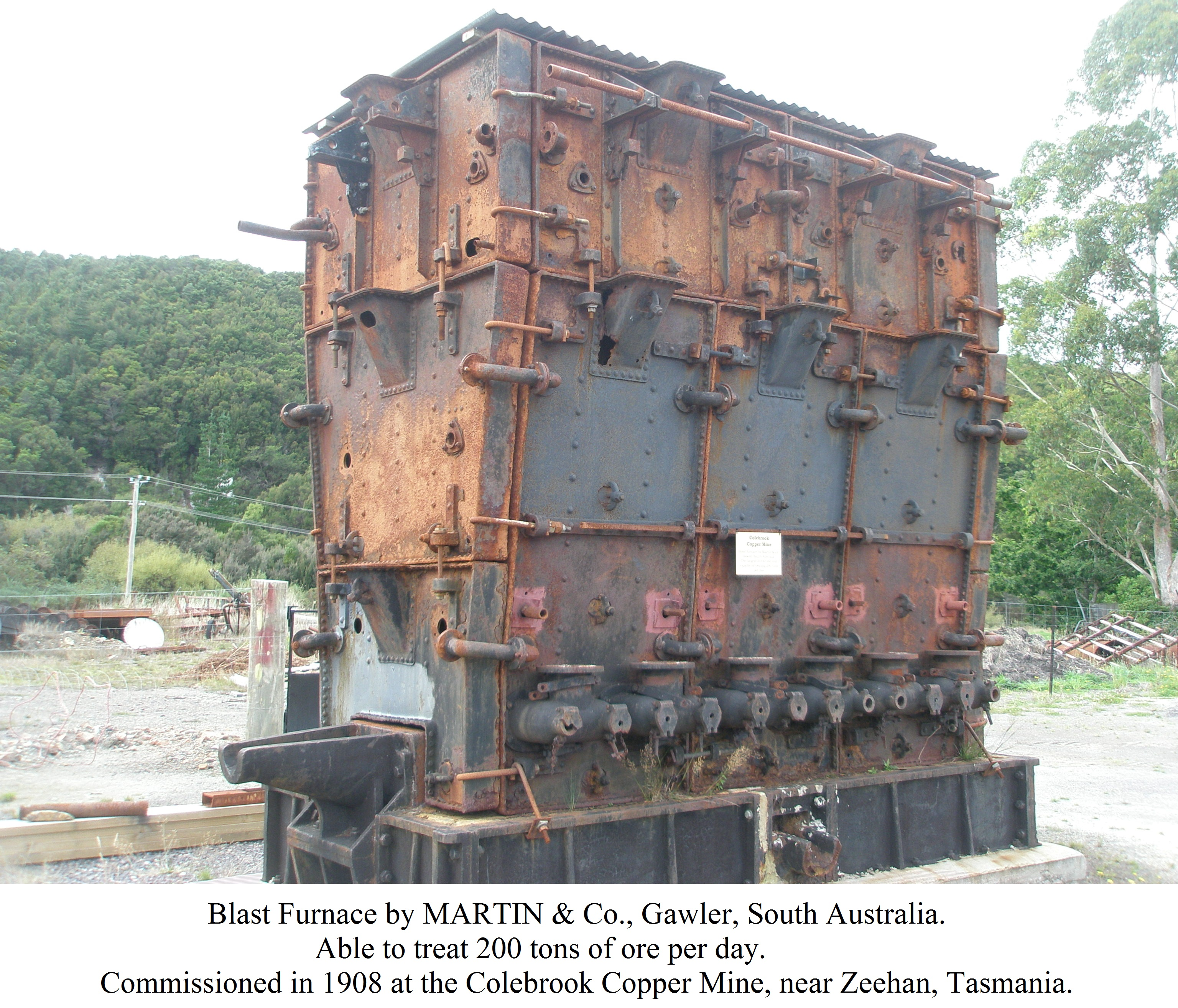
بخش پایینی باقی‌مانده از یک کوره با پوشش آب‌گرد، زیهان، تاسمانی . این کوره توسط James Martin & Co ساخته شد و در سال ۱۹۰۸ راه اندازی شد.

### کوره‌های با پوشش آب‌گرد مورد استفاده در ذوب سرب یا سنگ معدن سرب-نقره

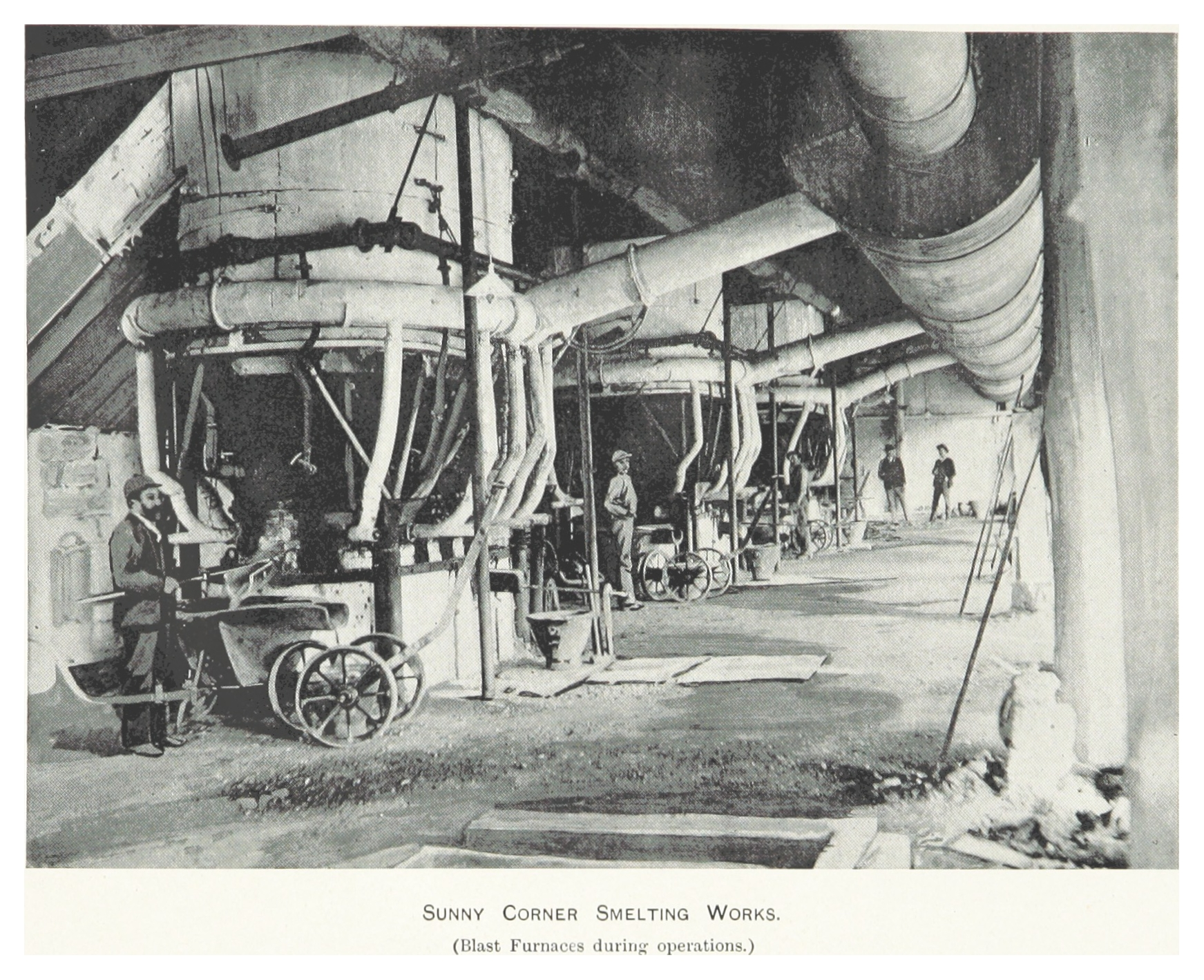
Sunny Corner، NSW ، کوره‌های با پوشش آب‌گرد (حدود ۱۸۹۹). این معدن در درجه اول یک معدن نقره بود.
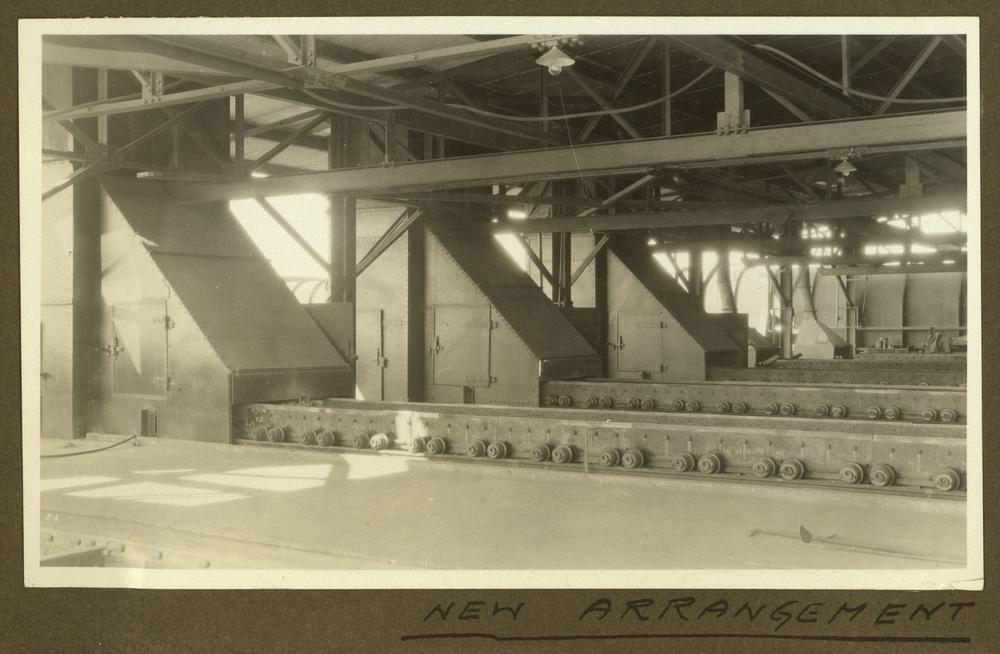
معادن کوه ایسا ، ماشین زینتر سنگ معدن سرب، ۱۹۳۲، این دستگاه برای تبدیل سنگ معدن سولفیدی به اکسیدهای قابل ذوب در یک کوره با پوشش آب‌گرد مورد استفاده فرار می‌گرفت.
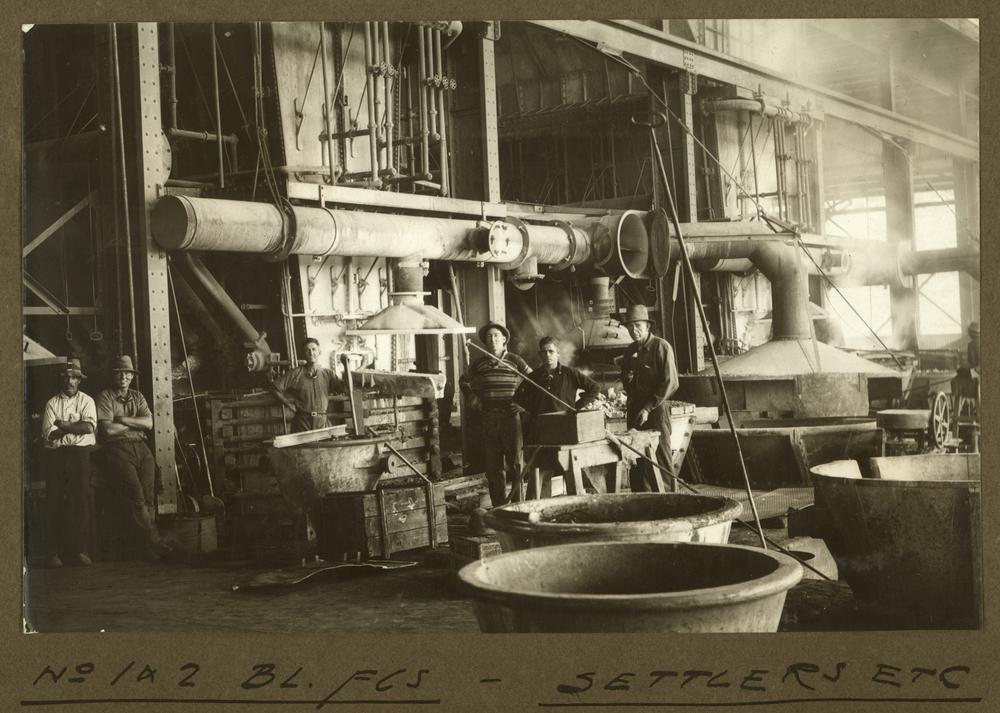
معادن کوه ایسا، کوره‌های ۱ و ۲، ۱۹۳۲، نمایش نحوه حذف بخار سرب
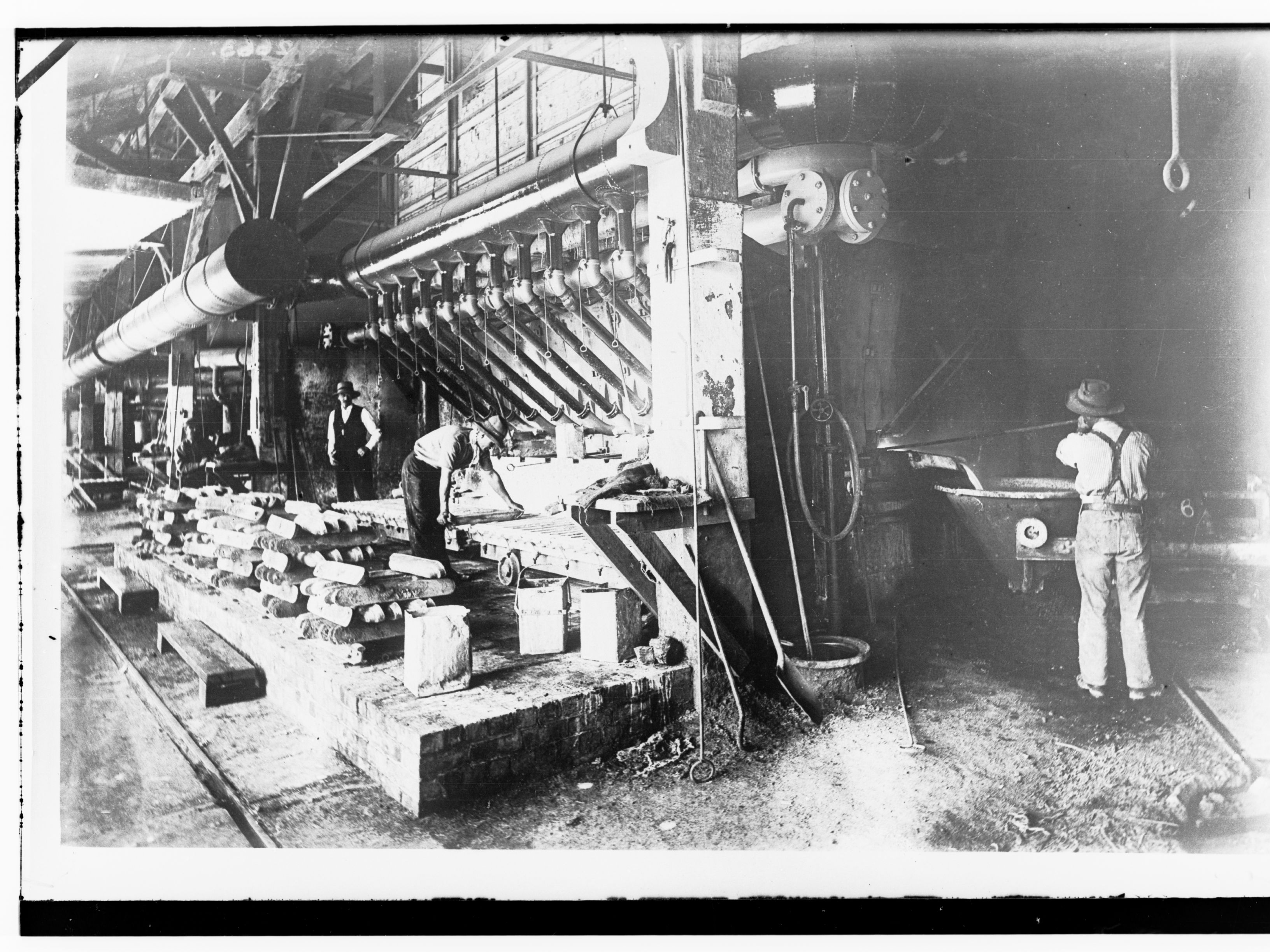
BHP ، Port Pirie ، کوره با پوشش آب‌گرد، حدود ۱۹۱۵. در سمت چپ، شمش های فلزی در حال قالب‌گیری هستند و در سمت راست، سرباره در حال تخلیه است. واگن حمل سرباره دارای دو ملاقه سرباره با بازوهای متحرک است.
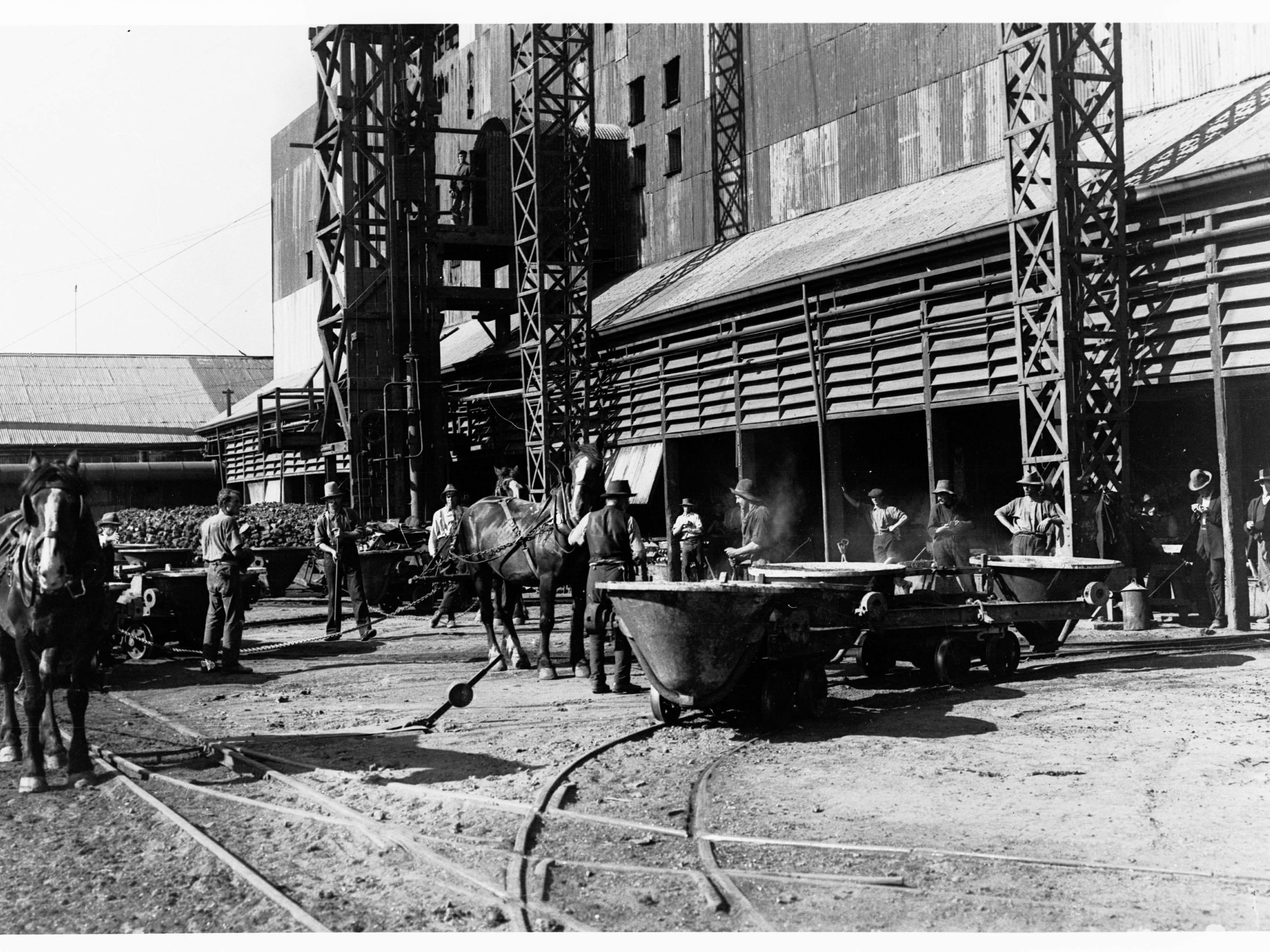
BHP، پورت پایری، پاتیل‌های سرباره در خارج از ساختمان ذوب، حدود ۱۹۱۵.
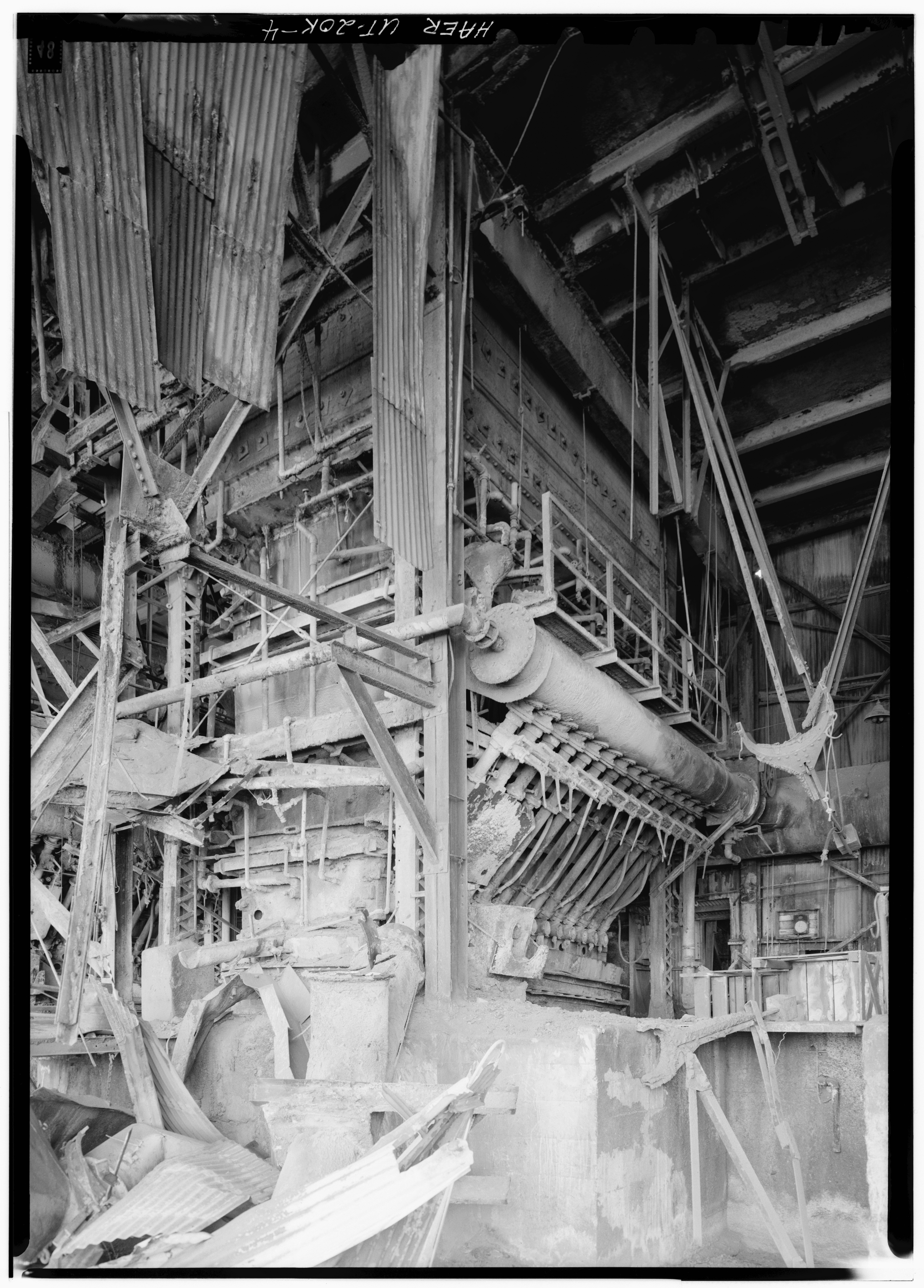
شرکت بین المللی ذوب و پالایش (Toole Smelter) ، یوتا، کوره با پوشش آب‌گرد برای ذوب سرب
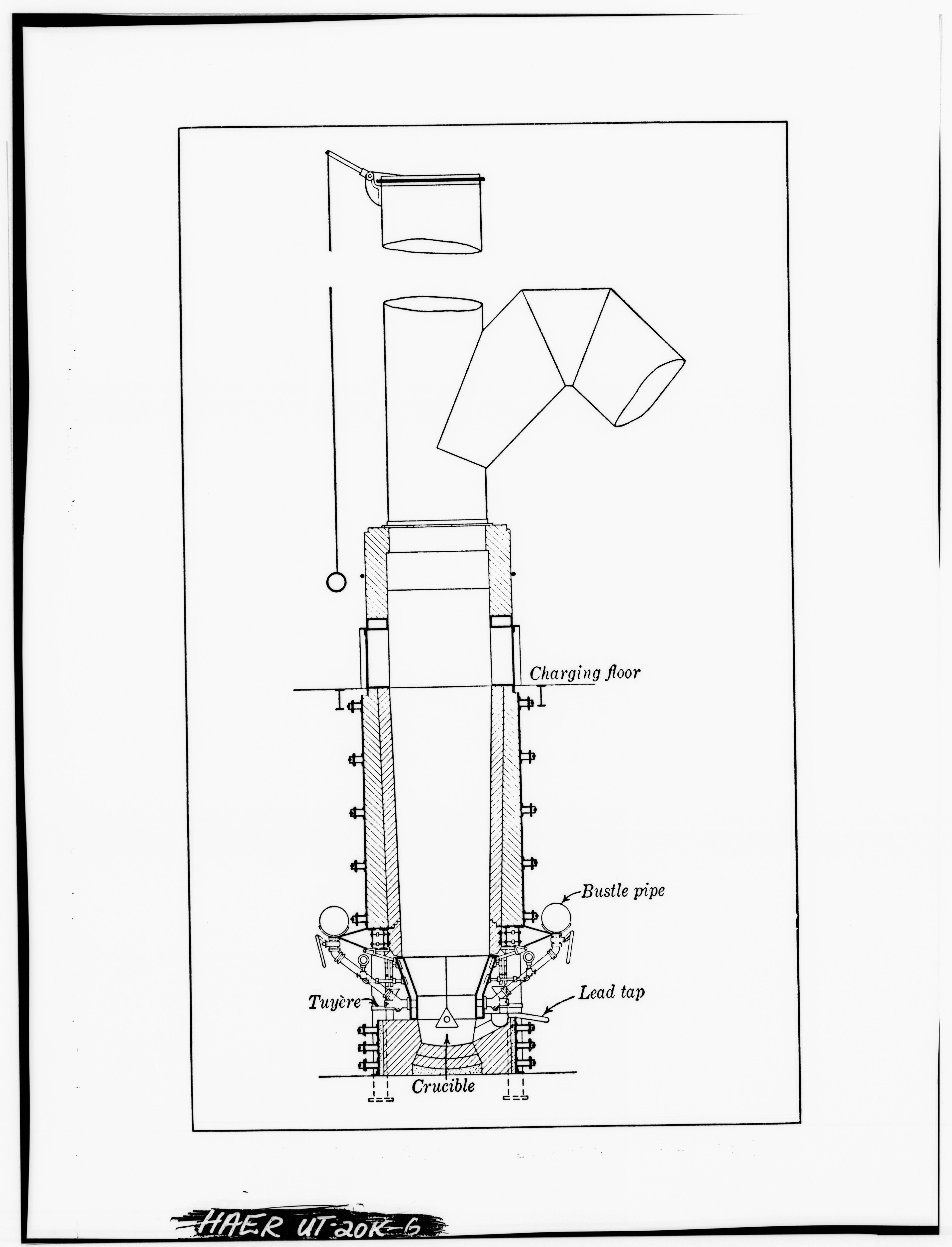
شرکت بین المللی ذوب و پالایش، Tooele - مقطع عرضی از یک کوره با پوشش آب‌گرد (۱۹۲۹)
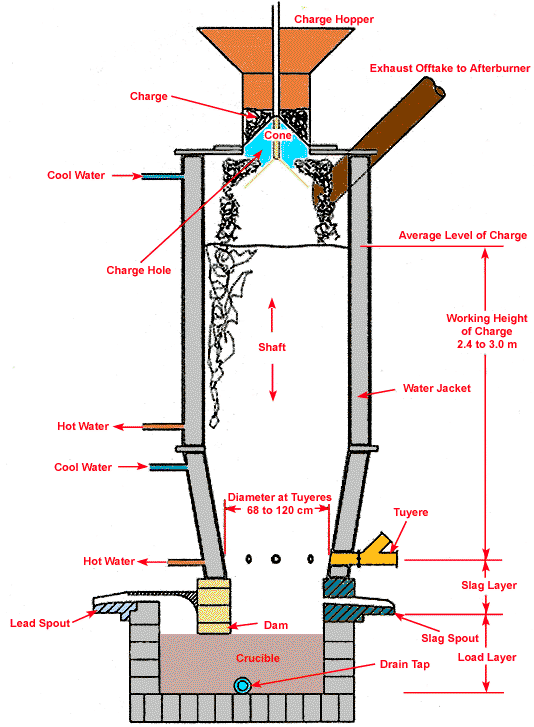
مقطع عرضی یک کوره بلند مدرن سرب. تغذیه از طریق درپوش زنگی انجام می‌شود.

## همچنین ببینید
- کوره بلند
- کوره طنین دار
- ذوب فلش
- ISASMELT

## مراجع
1. ↑  "Water Jacket Heater/INDIRECT HEATER_Luoyang Runcheng Petrochemical Equipment Co.,LTD.---Focus on ASME Test Separator since 2004". www.lrcoilequipment.com. Retrieved 2024-12-22.
2. ↑  "Ore Smelting at the Burra Mine". www.burrasa.info. Retrieved 2024-12-03.
3. 1 2 3 4 5 6 7 8  Bell, Peter; McCarthy, Justin (September 2010). "The Evolution of Early Copper Smelting Technology in Australia (Part I)" (PDF). Journal of Australasian Mining History. 8: 6–10.
4. 1 2 3  "MODERN COPPER SMELTING". Adelaide Observer. 1903-03-28. p. 31. Retrieved 2024-12-22.
5. 1 2  Bell, Peter; McCarthy, Justin (September 2011). "The Evolution of Early Copper Smelting Technology in Australia (Part II)" (PDF). Australasian Journal of Mining History. 9: 20–23.
6. ↑  "Lloyd's Copper Mine". The Sydney Morning Herald. 15 December 1906. p. 6. Retrieved 13 September 2020.
7. ↑  "BOBADAH". Lachlander and Condobolin and Western Districts Recorder. 1899-10-27. p. 11. Retrieved 2024-12-27.
8. 1 2  Graphic from Constraints and Ingenuity: The Case of Outokumpu and the Development of Flash Smelting in the Copper Industry, 2015-06-22, retrieved 2024-12-04
9. ↑  "Sectional Water Jacket Furnace". Australian Town and Country Journal. 1893-07-15. p. 24. Retrieved 2024-12-05.
10. ↑  "DOES THE C.S.A. MINE JUSTIFY THE LINE?". Cobar Herald. 1914-06-05. p. 4. Retrieved 2024-12-05.
11. ↑  "Cobar's Prospects". Western Age. 1918-09-13. p. 3. Retrieved 2024-12-05.
12. ↑  Bell, Peter; McCarthy, Justin (September 2010). "The Evolution of Early Copper Smelting Technology in Australia" (PDF). Journal of Australasian Mining History. 8: 11–12, 18–19.
13. ↑  "OLD COBAR". Dubbo Dispatch and Wellington Independent. 1928-03-02. p. 2. Retrieved 2024-09-25.
14. ↑  "The Queen Bee Mine". Western Age. 1914-12-02. p. 2. Retrieved 2023-01-10.
15. ↑  Bell, Peter; McCarthy, Justin (September 2010). "The Evolution of Early Copper Smelting Technology in Australia" (PDF). Journal of Australasian Mining History. 8.
16. 1 2  Levy, Donald M. (1912). "Modern Copper Smelting". Gutenberg. pp. 169–188.
17. ↑  Bell, Peter; McCarthy, Justin (September 2010). "The Evolution of Early Copper Smelting Technology in Australia, PART I" (PDF). Australasian Journal of Mining History. 8: 3–5.
18. 1 2  Levy, Donald M. (1912). "Modern Copper Smelting". gutenberg. pp. 141–144.
19. ↑  "BLAYNEY COPPER MINE. THE PYRITIC SMELTING AND THE HOT-AIR BLAST". Lithgow Mercury. 16 March 1900.
20. ↑  Levy, Donald M. (1912). "Modern Copper Smelting". Gutenberg. pp. 188–191.
21. ↑  "GREAT COBAR PASSES". Daily Telegraph (Sydney). 1921-10-13. p. 6. Retrieved 2024-08-14.
22. 1 2  Levy, Donald M. (1912). "Modern Copper Smelting". Gutenberg. pp. 159–170.
23. ↑  "Copper Mine Fatality Enquiry". Cobar Herald. 1909-11-05. p. 4. Retrieved 2024-12-27.
24. ↑   {{cite book}}: Empty citation (help)
25. ↑  "THE CUNNINGAR SMELTING PLANT". The Ballarat Star. 10 December 1885. p. 4.
26. ↑  "OPENING OF THE CUNINGAR GOLD REEFING WORKS". Goulburn Herald. 10 December 1885. p. 2.
27. ↑  "John Dye La Monte - The Wrong Man in the Right Place at the Right Time". www.thetreasury.org.nz. Retrieved 2024-12-05.
28. ↑  "The Great Cobar Ltd". Cobar Herald. 4 February 1913. p. 2.
29. 1 2  Graphic from Constraints and Ingenuity: The Case of Outokumpu and the Development of Flash Smelting in the Copper Industry, 2015-06-22, retrieved 2024-12-04
30. ↑  "Silver Smelting at Sunny Corner". Sydney Mail and New South Wales Advertiser. 1884-12-27. pp. 1301, 1302. Retrieved 2024-12-31.